# Cobden (Victoria)
Pour les articles homonymes, voir Cobden.
Cobden (1 813 habitants) est une localité de l’État du Victoria à 210 km au sud-ouest de Melbourne.
Elle doit son nom à Richard Cobden, homme politique anglais.
Le village possède une importante laiterie (lait en poudre et beurre).